# Hauptidia lapidicola
Hauptidia lapidicola är en insektsart som först beskrevs av Vidano 1964.  Hauptidia lapidicola ingår i släktet Hauptidia och familjen dvärgstritar. Inga underarter finns listade i Catalogue of Life.